# Longgang, Chongqing
Longgang (kinesiska: 龙岗) är ett stadsdelsdistrikt i sydvästra Kina. Det ligger i stadsdistriktet Dazu i storstadsområdet Chongqing, omkring 84 kilometer väster om det centrala stadsdistriktet Yuzhong. Antalet invånare är 74 605. Befolkningen består av 37 526 kvinnor och 37 079 män. Barn under 15 år utgör 16,0 %, vuxna 15-64 år 74 %, och äldre över 65 år 9,0 %.